# Рейхе, Евгений Адольфович
Евге́ний Адо́льфович Ре́йхе (26 марта 1878, Дрезден ― 15 февраля 1946, Ташкент) — немецкий, советский тромбонист, дирижёр, композитор и музыкальный педагог, бас-тромбонист Мариинского театра, профессор
Ленинградской консерватории им. Н. А. Римского-Корсакова

## Биография
Родился 26 марта 1878 года в Дрездене, обучался у своего отца-музыканта игре на скрипке и кларнете. В 1896 году окончил Дрезденскую консерваторию по классу тромбона, в том же году (в 18 лет) поступил на работу в симфонический оркестр Дортмунда, а затем в театр оперы и балета г. Гале. В 1897 году переехал в Санкт-Петербург, где играл на тромбоне в симфонических оркестрах: Зоологического сада (летний сезон 1897—1899 годов), Итальянской оперы (зимний сезон 1899 года) и в оркестре графа Шереметьева.
В 1899 году выиграл конкурс в оркестр Мариинского театра (главный дирижёр театра Э. Ф. Направник), на должность бас-тромбониста, при этом исполнил собственное произведение — концерт для тромбона B-dur (№ 1). С 1899 по 1941 годы играл в симфоническом оркестре Мариинского театра, в составе одной из оркестровых театральных групп совместно с тромбонистами П. Н. Волковым и В. В. Кузнецовым и тубистом П. В. Петровым, за успехи в работе и большой стаж в 1923 году награждён похвальной грамотой «Герой труда».  Одновременно (до 1917 года) выступал сольно, как концертирующий тромбонист и дирижёр с симфоническими оркестрами Европы и Америки.
В 1924 году выступал как дирижёр и музыкальный постановщик оперетт «Гейша» и «Граф Люксембург» в Череповце, которые были отмечены прессой, как высокопрофессиональные работы.
С 1906 года занимался преподавательской деятельностью — вёл класс тромбона во 2-м Кадетском корпусе (1906—1908), в 1920—1921 — на Военно-музыкантских курсах (открытых инспектором военных оркестров Петроградского военного округа С. А. Чернецким), с 1924 по 1933 года — в 1-м музыкальном техникуме имени М. И. Глинки, в Центральном музыкальном техникуме (с 1926 по 1941 годы) и в Рабфаке (с 1933 по 1937 годы).
В 1933 году был приглашён вести класс тромбона в Ленинградской консерватории в должности доцента, в 1935 году занял должность и. о. профессора кафедры медных духовых инструментов (после смерти профессора П. Н. Волкова, с которым он вместе работал в театре), а в 1940 году — должность профессора. Подготовил и выпустил много своих учеников-тромбонистов, которые работали в филармонических и оперных оркестрах страны, преподавали в средних и высших музыкальных заведениях, среди них: Аким Козлов и Николай Коршунов (ставшие впоследствии, оба, профессорами Ленинградской консерватории).
В 1941 году участвовал в качестве члена жюри во Всесоюзном конкурсе исполнителей на духовых инструментах, на котором 1-й премии был удостоен его ученик И. М. Поляцкин.
В августе—сентябре 1941 года в составе Ленинградской консерватории эвакуирован в Ташкент, где также вёл занятия по тромбону (как специальному инструменту) для курсантов военно-морского факультета Ленинградской консерватории. Осенью 1944 года (после отъезда из эвакуации Ленинградской консерватории) остался преподавать (вести класс тромбона) в Ташкентской гос. консерватории, так как не получил официального разрешения на возвращение в Ленинград. Скончался от приступа стенокардии в 1946 году, похоронен на городском кладбище Ташкента.
Е. А. Рейхе относят к числу выдающихся тромбонистов солистов-виртуозов 19-20 веков, Народный артист РСФСР профессор валторнист В. М. Буяновский считал Евгения Рейхе одним из основателей традиций Ленинградской — Петербургской школы игры на медных духовых инструментах, школы игры на тромбоне.

#### Ученики
- Козлов Аким Алексеевич (1908—1992) ― советский тромбонист и музыкальный педагог, солист ЗКР АСО Ленинградской филармонии, профессор Ленинградской и Петрозаводской консерваторий, Заслуженный артист РСФСР[20]
- Коршунов Николай Сергеевич (1910—1989) ― советский тромбонист, солист ЗКР АСО Ленинградской филармонии, профессор Ленинградской консерватории, Заслуженный артист РСФСР
- Поляцкин Иосиф Моисеевич (1913—1994) ― советский и российский тромбонист, солист оркестра Театра оперы и балета им. С. М. Кирова, в 1982-86 годах — преподаватель музыкальной школы № 5 Дзержинского района Ленинграда[11]

## Жюри конкурсов
- Всесоюзный конкурс исполнителей на духовых инструментах, г. Москва (1941 год), член жюри[21].

## Произведения
Произведения Евгения Рейхе для тромбона входят в основной список музыкального материала, использующегося при обучении духовиков/тромбонистов и включаются в обязательный репертуар для исполнения на профессиональных конкурсах:
- Концерт для тромбона и оркестра № 1 си-бемоль мажор, (1898 г. написания и 1903 — опубликования)[26][27]
- Концерт для тромбона и оркестра № 2 ля мажор (1906)[12][28]
- Дуэты для тромбонов, тетрадь[29]
- 80 этюдов (переложения и обработка для тромбона)[30]
- Школа игры на тромбоне[31]
- Концертный вальс (для оркестра, 1908)
- Вальс-интермеццо (для оркестра, 1909)
- Элегия (для оркестра, 1920)